# Charlotte Brabantina av Oranien
Charlotte Brabantina av Oranien, född 1580, död 1631, var en nederländsk adelskvinna.
Hon var en av sex döttrar till furst Vilhelm I av Oranien och hans tredje maka Charlotte de Bourbon-Montpensier. Alla sex systrar fick namn efter en av Nederländernas provinser.
Hennes mor avled 1582 och hennes far 1584, och hon uppfostrades sedan av sin styvmor Louise de Coligny i Haag på den nederländska regeringens bekostnad. Hennes styvmor önskade gifta bort sina styvdöttrar med medlemmar av den franska hugenottadeln, och fick stöd i sin önskan av den nederländska regeringen. 1594 presenterade Louise de Coligny sina äldsta styvdöttrar Elisabeth Flandrika och Charlotte Brabantina vid Henrik IV:s hov i Frankrike. Charlotte Brabantina ansågs vara den vackraste av sina systrar och kallades La Belle Brabantine.
Hon gifte sig 1598 med Claude de La Trémoille, hertig de Thouars. Paret bodde på slottet Tremoilles i Thouars och vid det franska hovet, som de ofta besökte. Hon var omtyckt vid hovet och av både Henrik IV, Maria av Medici och Ludvig XIII. Hon blev änka 1604, och fortsatte att leva hovliv, nu omväxlande vid det franska hovet och vid det nederländska hovet i Haag. Hon agerade medlare under konflikten mellan den franska kungen och sin svåger Bouillon, och utförde också framgångsrikt medlaruppdrag för den franska kungen under freden i Loudun 1616. Som tack utnämnde Ludvig XIII henne till ordförande för den 22:a nationella synoden för de reformerade kyrkorna, som hölls i Vitre i Bretagne maj och juni 1617. 
Charlotte Brabantina upprätthöll en korrespondens med sina systrar och styvmor, som ofta var politiskt verksamma, och de kallade varandra 'femmes d'état' eller statskvinnor.  När deras äldste bror Filips Willem avled 1618 utsågs hon av de andra systrarna till ombud för att representera deras intressen vid arvsdelningen. När hennes son Henri övergick till katolicismen 1628 drog hon sig tillbaka till slottet i Chateaurenard (Orléans).